# Maytenus laevis
Maytenus laevis är en benvedsväxtart som beskrevs av Reiss. Maytenus laevis ingår i släktet Maytenus och familjen Celastraceae. Inga underarter finns listade.